# Gouvernement Beernaert
Royaume de Belgique
Malou II de Burlet
Le gouvernement Beernaert est un gouvernement catholique du Royaume de Belgique entre le 26 octobre 1884 et le 26 mars 1894, durant la législature de Théophile de Lantsheere à la chambre des représentants.
Dirigé par le catholique flamand de langue francophone Auguste Beernaert, il succède au gouvernement Malou II, dirigé par le catholique francophone Jules Malou. Il est constitué par une majorité catholique de 87 sur 138 à la chambre des représentants. Il est par la suite remplacé par le gouvernement de Burlet, catholique lui aussi.
Ce gouvernement reconnaît notamment la souveraineté de Léopold II sur l'État indépendant du Congo. Soutenant financièrement dans un premier temps l'entreprise coloniale du souverain, le gouvernement finit par se distancier de la politique coloniale de Léopold II au début des années 1890 à la suite de l'introduction du système domanial au Congo par le Roi (en vertu duquel tout territoire non occupé est propriété «privée» du Roi).

## Formation du gouvernement
À la suite des élections législatives fédérales de 1884, le paysage politique belge assiste à la création du Parti Catholique la même année. Durant les 30 années qui suivront, le parti Catholique bénéficiera d’une hégémonie totale  et continue sur la scène politique belge, jusqu’à l’enclenchement de la Grande Guerre en 1914. Cette majorité absolue du parti permettra aux gouvernements catholiques d’appliquer l'intégralité de leur programme sans avoir à tenir compte des gauches libérale et socialiste.
Le gouvernement Beernaert fait suite au gouvernement Malou II, lequel n’aura duré que 5 mois. L'abrégement précoce de ce mandat est dû à l'ampleur des ambitions coloniales que nourrissait alors le roi Léopold II et pour laquelle l’accord patriotique des groupes était nécessaire. C’est dans ce contexte que le roi exigea la démission du ministre de la Justice, Charles Woeste, et du ministre de l’Intérieur, Victor Jacobs, qu’il jugeait trop agressifs. Leur démission entraîna la démission générale du Cabinet. Léopold II chargea alors l’ancien ministre de l’Agriculture, de l’Industrie et des Travaux Publics, Auguste Beernaert, de former un nouveau ministère « de pacification politique et sociale ».

## Historique du mandat
Les interventions du premier ministre Beernaert ont exercé sur le Royaume de Belgique une forte influence tout au long de son mandat, celui-ci s’écoulant sur une période de près de dix ans. Pendant toute la durée de ce mandat, le premier ministre entretient une correspondance avec le roi quant aux mesures à adopter. Si Léopold II demeure a priori éloigné de la politique intérieure du pays, il recommande toutefois au premier ministre d’opter pour une politique d’apaisement dès la formation de son gouvernement. Léopold le consultera principalement au sujet de la gestion du Congo, mais aussi au sujet de la défense de la Meuse ainsi que pour la révision constitutionnelle qui aura lieu vers la fin de son mandat.

### Acquisition et développement de l’Etat indépendant du Congo

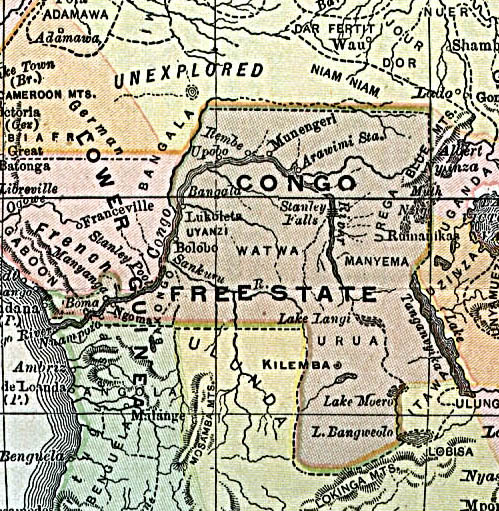
L'État indépendant du Congo

Dès les premiers mois du gouvernement Beernaert, le 15 novembre 1884, débute la Conférence de Berlin durant laquelle les grandes puissances Européennes s’accordent pour la division et le partage de l’Afrique. Quelques mois après la conclusion de celle-ci, le 26 février 1885, le gouvernement Beernaert fait accorder par les Chambres l’autorisation relative à la souveraineté du Congo à Léopold II. Le Roi écrira en 1894 à Auguste Beernaert : “Si le Congo existe, c’est grâce à vous”.
Les deux États restent indépendants l’un de l’autre sur le plan militaire, diplomatique et, à l'origine, seule la trésorerie personnelle de Léopold II y est consacrée, afin d'améliorer les infrastructures du nouvel État du Congo sur le plan financier. Durant ce gouvernement et grâce au soutien du premier ministre Auguste Beernaert, la Belgique va finalement faire un prêt de 25 millions de francs au Roi, en 1890, en échange de la garantie pour le Parlement d’annexer le Congo au royaume de Belgique en cas de non-remboursement. Une révision de la Constitution va être établie en 1893 pour pouvoir permettre au royaume de posséder une colonie et ainsi se transformer en État fédéral et non plus en État unitaire.

### Crise sociale de 1886

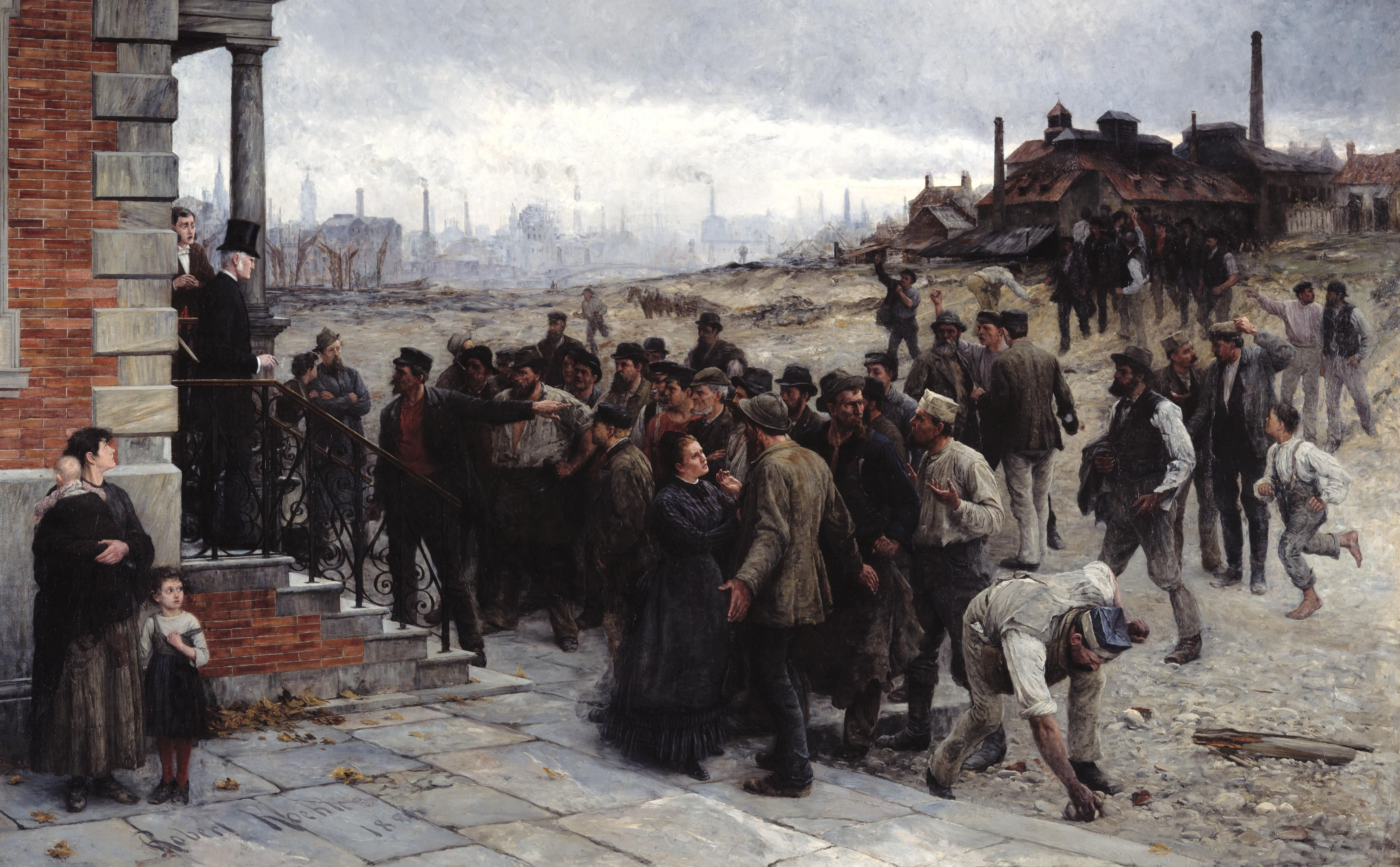
La Grève au pays de Charleroi (1886) de Robert Koehler.

La Belgique du XIXe siècle est un paradis économique dissimulant un enfer social. L’année 1886 est marquée par des troubles sociaux de grande ampleur. Une vague d’insurrections éclate parmi les classes ouvrières en réaction à une série de problématiques intrinsèquement liées à l'industrialisation du pays: excès de production, concurrences étrangères, baisse des salaires, conditions de vie déplorables, etc. La vindicte populaire inquiète le Pouvoir en place et pousse le gouvernement à s’orienter vers une politique sociale à laquelle s’opposait jusqu’alors le parlement, plutôt non-interventionniste.
La grève belge de 1886 consiste en une vague de révoltes et d’émeutes prenant place entre les 18 et 29 mars de la même année, principalement dans les environs de Liège et du Hainaut. Cet événement, violemment réprimé par les autorités, survient dans un contexte de crise économique majeure où l’absence de politique sociale ainsi que la baisse des salaires renforcent les disparités économiques.
À la suite de ces événements, Léopold II signe l’arrêté royal intitulé “Comité chargé de s'enquérir de la situation du travail industriel dans le royaume et d'étudier les mesures qui pourraient l'améliorer” le 15 avril 1886. Celui-ci est contre-signé par le premier ministre Beernaert, ainsi que par le ministre de l’industrie et de travaux publics, le chevalier Alphonse de Moreau. L’arrêté a pour objectif de servir de base juridique à la mise en œuvre d’une Commission du Travail chargée de mener une enquête sur la situation des classes ouvrières. L’arrêté prévoit également la liste des membres faisant partie de ladite Commission,.
L’enquête de la Commission se divise en deux volets : une enquête écrite et une enquête orale. Les Commissaires livreront une série de rapports et de conclusions se clôturant généralement par des propositions d’avant-projets de loi. Le gouvernement voit alors émerger les contours d’un tout nouveau programme législatif en matière de droit social. Pour la toute première fois, l’État belge semble prendre conscience de la réalité ouvrière qui n’était jusqu'alors perçue que de manière subjective. Cette évolution doit cependant être relativisée, les propositions législatives de la Commission restant malgré tout imprégnées d’une idéologie non-interventionniste.
C’est le gouvernement, ayant l’initiative législative, qui se chargera entre 1887 et 1891 de traduire ces propositions d’avant-projets dans le droit belge. Les différentes lois adoptées durant cette période ne traduisent alors pas réellement une volonté de construire une législation sociale sur le long terme. En effet, seules six lois y seront votées par le parlement : la loi sur le paiement des salaires du 16 août 1887 ; la loi relative à l’incessibilité et à l’insaisissabilité des salaires des ouvriers du 18 août 1887 ; la loi instituant les Conseils de l’industrie et du travail du 16 août 1887 ; la loi sur les Conseils de prud’homme du 31 juillet 1889 ; la loi du 9 août sur les habitations ouvrières et la loi sur le travail des femmes et des enfants du 13 décembre 1889.
Si ces lois témoignent d’une certaine rupture avec les mesures politiques des gouvernements précédents, elles restent hésitantes et ne touchent pas aux questions fondamentales telles que le salaire minimum, la réparation des accidents de travail ou le rôle des syndicats.
Ces violentes grèves serviront également d’élément déclencheur à l’organisation du premier Congrès des œuvres sociales de Liège du 26 au 29 septembre 1886 afin de régler le problème que soulève la question sociale. C’est à ce Congrès que l’on voit émerger un Parti Démocrate-Chrétien qui met en cause, avec l’historien Godefroid Kurth, la supériorité trop écrasante des classes les plus privilégiées et prône une forme d’interventionnisme de la part de l’Etat pour rappeler à ces mêmes classes leurs responsabilités sur le plan social. Les travaux menés par les congressistes inspireront la législation sociale non seulement au niveau national mais aussi au niveau international.

### Défense du territoire
Les tensions internationales survenant par la suite, laissant planer sur la scène internationale l’ombre d’une guerre imminente entre la France et l’empire Allemand d’une part, et entre l’Autriche-Hongrie et l'Empire Russe d’autre part, incitèrent Beernaert à faire voter les crédits pour la défense de la Meuse.
En effet, le 8 janvier 1887, le ministre d'Allemagne à Bruxelles rendit visite à Beernaert afin de s'assurer que la Belgique conserverait sa neutralité en cas d'agression par la France. Malgré l'assurance que lui en fit Beernaert, le roi encouragea le premier ministre à donner suite au projet de fortification de la Meuse, idée à laquelle songeait déjà le gouvernement depuis les événements du mois de mars 1886. Le 29 janvier, Beernaert convoqua une réunion au ministère de la guerre afin d'y examiner le projet de fortifier Liège et Namur. Le projet fut accepté à l'unanimité par les officiers généraux. Le 8 février 1887, Beernaert dépose devant la cour le projet de loi portant modification du budget de la guerre pour 1886, demandant de ce fait les crédits pour la défense de la Meuse. La Chambre votera les crédits le 14 juin de la même année par 80 voix contre 41.

### Première révision constitutionnelle
C’est également sous le mandat de ce gouvernement, le 18 avril 1893, qu’est actée la toute première révision constitutionnelle depuis 1831. Celle-ci vise à remplacer le suffrage censitaire par le suffrage universel masculin. Le législateur tempère toutefois celui-ci par un système de vote plural. Cette révision permet d’élargir le corps électoral belge à tous les hommes adultes de plus de 25 ans du pays, dont ceux répondant à différents critères de propriété, de situation familiale ou de diplomation disposent de 2, voire de 3 voix. Le nombre d'électeurs passe ainsi de 136.775 à 1.354.891.
Cet élargissement du suffrage correspond également à l'introduction de l'obligation de voter afin d'éviter l'absentéisme électoral qui avait été de 27% en 1890 et de 16% en 1892, et qui était finalement tombé à 5,4% en 1894.
Cette révision permet l’accès au parlement au Parti Ouvrier Belge lors des élections d’octobre 1894. En effet, après la création de celui-ci en 1885, les socialistes revendiquent de plus en plus ouvertement la modification du système électoral. Après l’encyclique Rerum Novarum de 1891 ainsi que les violentes grèves de 1893, le premier ministre Auguste Beernaert appelle à voter le projet de révision constitutionnelle au nom du patriotisme malgré la division entre les partis,.
La réforme constitutionnelle de 1893 comprend également un second volet, la réforme du Sénat.
Elle a pour but de représenter les intérêts des sénateurs dans les sciences, l'agriculture, le commerce et l'industrie. La réforme du Sénat introduit une nouvelle catégorie de sénateurs, les sénateurs provinciaux, qui étaient élus au second degré par les conseils provinciaux au nombre de 2, 3 ou 4 par province en fonction de la population de ladite province. Et, elle apporta une modification afin que tous les fils du roi régnant ou, à défaut, les princes de la famille royale deviennent sénateurs de droit à l'âge de 18 ans.

## Composition
| Ministère                                                        | Nom                                                                            | Parti                          | De                                                          | À                                                           |
| ---------------------------------------------------------------- | ------------------------------------------------------------------------------ | ------------------------------ | ----------------------------------------------------------- | ----------------------------------------------------------- |
| Ministre des affaires étrangères                                 | Joseph de Riquet de Caraman-Chimay Auguste Beernaert Henri de Merode-Westerloo | Catholique                     | 26 - 10 - 1884 29 - 03 - 1892 31 - 10 - 1892                | 29 - 03 - 1892 31 - 10 - 1892 26 - 03 - 1894                |
| Ministre de l’intérieur                                          | Jean-Joseph Thonissen Joseph Devolder Ernest Mélot Jules de Burlet             | Catholique                     | 26 - 10 - 1884 24 - 10 - 1887 06 - 11 - 1890 02 - 03 - 1891 | 24 - 10 - 1887 06 - 11 - 1890 02 - 03 - 1891 26 - 03 - 1894 |
| Ministre de la Justice                                           | Joseph Devolder Jules Lejeune                                                  | Catholique Extra-parlementaire | 26 - 10 - 1884 24 - 10 - 1887                               | 24 - 10 - 1887 26 - 03 - 1894                               |
| Ministre des finances                                            | Auguste Beernaert                                                              | Catholique                     | 26 - 10 - 1884                                              | 26 - 03 - 1894                                              |
| Ministre de l’agriculture, de l’industrie et des travaux publics | Alphonse de Moreau Léon De Bruyn                                               | Catholique                     | 26 - 10 - 1884 26 - 08 - 1888                               | 26 - 08 - 1888 26 - 03 - 1894                               |
| Ministre des chemins de fer, postes et télégraphes               | Jules Vandenpeereboom                                                          | Catholique                     | 26 - 10 - 1884                                              | 26 - 03 - 1894                                              |
| Ministre de la guerre                                            | Charles Pontus Jacques-Joseph Brassinne                                        | Extra-parlementaire            | 26 - 10 - 1884 04 - 05 - 1893                               | 04 - 05 - 1893 26 - 03 - 1894                               |

## Remaniements
- 1887 :
  - Le 24 octobre 1887, Jean-Joseph Thonissen rend sa démission du poste de ministre de l’intérieur[19] et est remplacé par Joseph Devolder, ministre démissionnaire de la Justice, par la suite remplacé par Jules Lejeune (extra-parlementaire)[20].
- 1888 :
  - Le 26 août 1888, Léon De Bruyn est nommé ministre de l’agriculture, de l’industrie et des travaux publics après la démission d’Alphonse de Moreau[21].
- 1890 :
  - Le 6 novembre 1890, Joseph Devolder, ministre démissionnaire de l’intérieur, est remplacé par Ernest Mélot[22].
- 1891 :
  - Le 2 mars 1891, Jules de Burlet est nommé ministre de l’intérieur en raison de l’état de santé d’Ernest Mélot[23].
- 1892 :
  - Le 29 mars 1892, Joseph de Riquet de Caraman-Chimay, ministre des affaires étrangères, décède. Il sera temporairement remplacé par Auguste Beernaert jusqu’au 31 octobre 1892, date à laquelle Henri de Merode-Westerloo est nommé ministre des affaires étrangères[21].
- 1893 :
  - Le 4 mai 1893, Jacques-Joseph Brassinne est nommé ministre de la guerre après la démission de Charles Pontus[24].